# Saliou Ndiaye (Diplomat)
Saliou Ndiaye (* in Saint-Louis) ist ein senegalesischer Diplomat. Er war von 2014 bis 2019 senegalesischer Hochkommissar in Gambia.

## Leben
Saliou Ndiaye besuchte in Saint-Louis die Grundschule und die weiterführende Schule. Dann begann er eine höhere Ausbildung an der Université de Dakar und dann an der École normale supérieure de Saint-Cloud (Frankreich) als Rechnungsprüfer am Institut d’Administration des Entreprises in Nancy (Business Administration Institute) und an der Université Nancy-II, er promovierte in Geschichte, Wirtschaft und Geschichte der Antike. Neben seinem geisteswissenschaftlichen Studium absolvierte Ndiaye ein zusätzliches Studium der Betriebswirtschaftslehre an der Université Nancy-II und erwarb ein Diplôme d’Etudes Supérieures Spécialisées (DESS) in Betriebswirtschaft.
Professor Saliou Ndiaye ist ein Experte für Romanistik, der sich auf Konfliktstudien spezialisiert hat. Er war Professor an der Fakultät für Geisteswissenschaften. Er war Rektor der Université Cheikh Anta Diop in Dakar, sowie Dekan der Fakultät für Kunst- und Sozialwissenschaften. Er ist auch Autor von über 60 Publikationen.
Ndiaye kam 2014 als senegalesischer Hochkommissar der Regierung Macky Sall an die Senegalesische Botschaft in Gambia. Er trat die Nachfolge von Babacarr Diagne (oder Babacarr Jagne) an, der in die Vereinigten Staaten versetzt wurde. Er übergab sein Akkreditierungsschreiben an Yahya Jammeh. In die fünfjährige Amtszeit Ndiayes fiel die politische Krise in Gambia, bei der der scheidende Präsident Jammeh die Wahlniederlage nicht akzeptieren wollte. Ndiaye spiele eine entscheidende Rolle für sein Land und die Mitglieder der Westafrikanische Wirtschaftsgemeinschaft (ECOWAS), um Frieden und Stabilität in Gambia zu gewährleisten, und für den friedlichen Rücktritt des ehemaligen Präsidenten Jammeh.
Bassirou Sène, der ehemalige senegalesische Botschafter in Frankreich, wurde sein Nachfolger in Gambia.